# 豊渓駅
豊渓駅（プンゲえき、朝鮮語: 풍계역）は、朝鮮民主主義人民共和国咸鏡北道吉州郡豊渓里にある、朝鮮民主主義人民共和国鉄道省白頭山青年線の鉄道駅である。
当駅と地名の由来は、「南大渓里/남대구임」と「新豊里/신풍리」の「豊」と「渓」から名付けられた複合地名である。乗り場は1面2線の簡素なものである。